# Kuglački klub Marjan
Kuglački klub Marjan je hrvatski kuglački klub iz Splita. 
Klub je povremeni prvoligaš.

## Uspjesi
- Dunavski kup
  - pobjednici: 1986.